# Iglesia de San Pedro (Sansomain)
La iglesia de San Pedro de Sansomain fue la antigua parroquia del lugar, posteriormente privatizada y a finales del siglo XX donada  a la Archidiócesis de Pamplona y Tudela. Se trata de una edificación protogótica, de planta rectangular cubecera semicircular, bóveda de cañón apuntado, con cuatro tramos y cabecera semicircular; dispone de una torre a los pies de la nave; junto al presbiterio en el lado de la epístola se construyó posteriormente una sacristía.

## Arquitectura

### Planta e interior de la nave

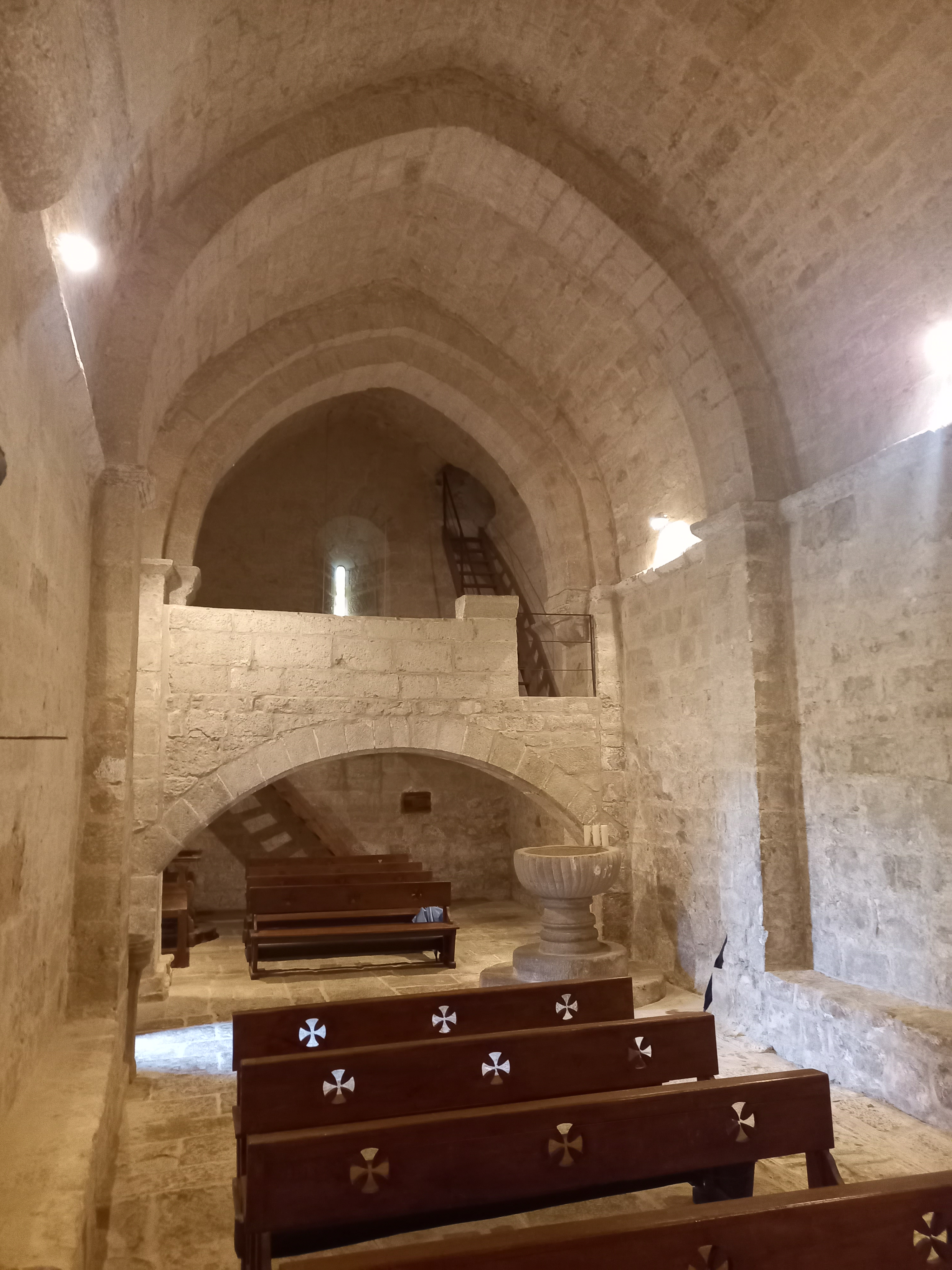
Imagen de la nave, al fondo el coro

El templo de San Pedro fue construido hacia 1200, siguiendo modelos protogóticos; dispone de una sola nava cubierta por una bóveda de cañón apuntado, dividida en cuatro tramos separados entre sí por arcos fajones de sección rectangular, que se apoyan en ménsulas de rollo, excepto el arco fajón que separa el segundo tramo del tercero, que descansa sobre unos pilares rectangulares. A la altura de las ménsulas una sencilla imposta recorre la nave del templo. El segundo tramo de la nave es de menor longitud, y en el se sitúa la puerta de acceso en el lado de la epístola. En el primer tramo, a los pies de la nave, se dispone de un coro soportado por un arco rebajado, y con pretil de fábrica de piedra, solo interrumpido en el lado del evangelio, donde desembocaba una escalera apoyada en el muro de la nave, que actualmente no se conserva; el arco fajón que enmarca el coro, se diferencia de los demás, por su sección que da lugar a un arco doble. Sobre el coro se eleva una torre prismática, con dos ventanas con arco de medio punto en el hastial y otras dos rectangulares en el lado opuesto de la torre. La cabecera del templo es semicircular, cubierta por una bóveda de horno apuntada.
Dos ventanas abocinadas iluminan el interior: una ventana de arco apuntado en el eje del ábside y la otra de arco de medio punto en los pies del templo. En el lado de la epístola del presbiterio se sitúa la sacristía de planta cuadrada y cúpula rebajada, labrada a finales del siglo XV,
En el lugar que ocupaba la escalera que accede al coro se conserva un pila bautismal de buen tamaño, contemporánea a la construcción del templo, con una taza gallonada. En el suelo de la nave se encuentran dos laudas sepulcrales del siglo XVI, una de ellas con dos escudos, la otra con uno solo que, tal como muestra la inscripción, corresponde al palacio de Sansomain. Preside actualmente el templo una imagen de San Pedro, y en el lateral del presbiterio una imagen del principio del gótico.

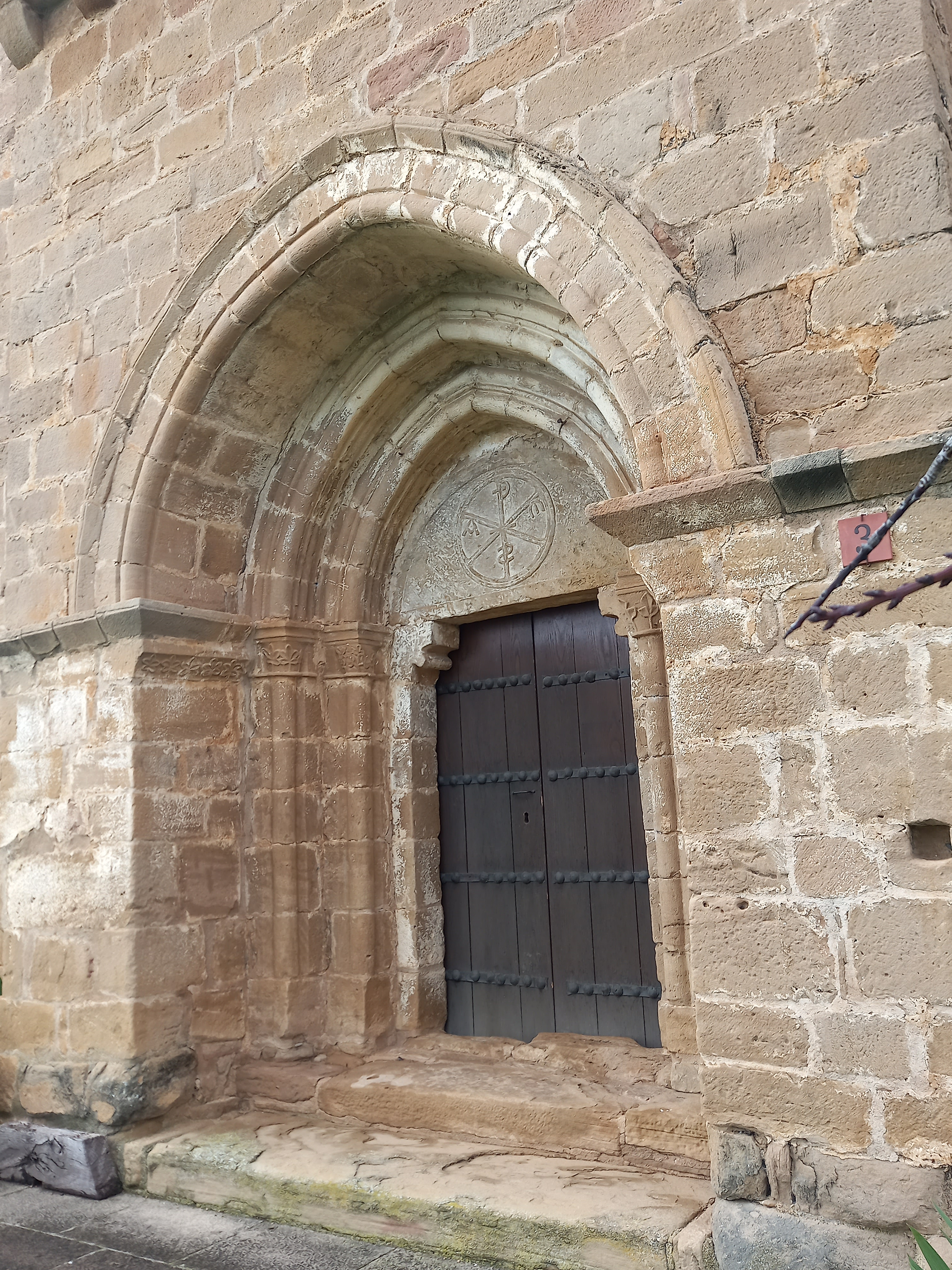
Portada con tres arquivoltas

### Exterior
Situada en el extremo oriental de un pequeño cerro, queda exenta con el cementerio junto a la cabecera del templo. Construida con bloques de sillería, con contrafuertes en los muros laterales y en el ábside. Destaca en su volumen la torre prismática situada a los pies del templo. Bajo el alero de la cubierta una cornisa recorre todo el exterior, excepto el perímetro de la torre; la cornisa se apoya en modillones listos, salvo un par de ellos decorados con bolas. En el lado de la epístola, correspondiendo al segundo tramo de la nave, se stúa la portada en un cuerpo adelantado con tejaroz con canes lisos y un arco ojival con tres arquivoltas, una en el plano de la fachada se apoya en una imposta que recorre toda la portada; las otras dos escalonadas en el interior, sobre columnas con capiteles decorados con hojas vegetales esquematizadas. En el tímpano está grabado un gran crismón trinitario, que curiosamente tiene invertidas la ese y la omega, y muestra dos travesaños de la cruz.

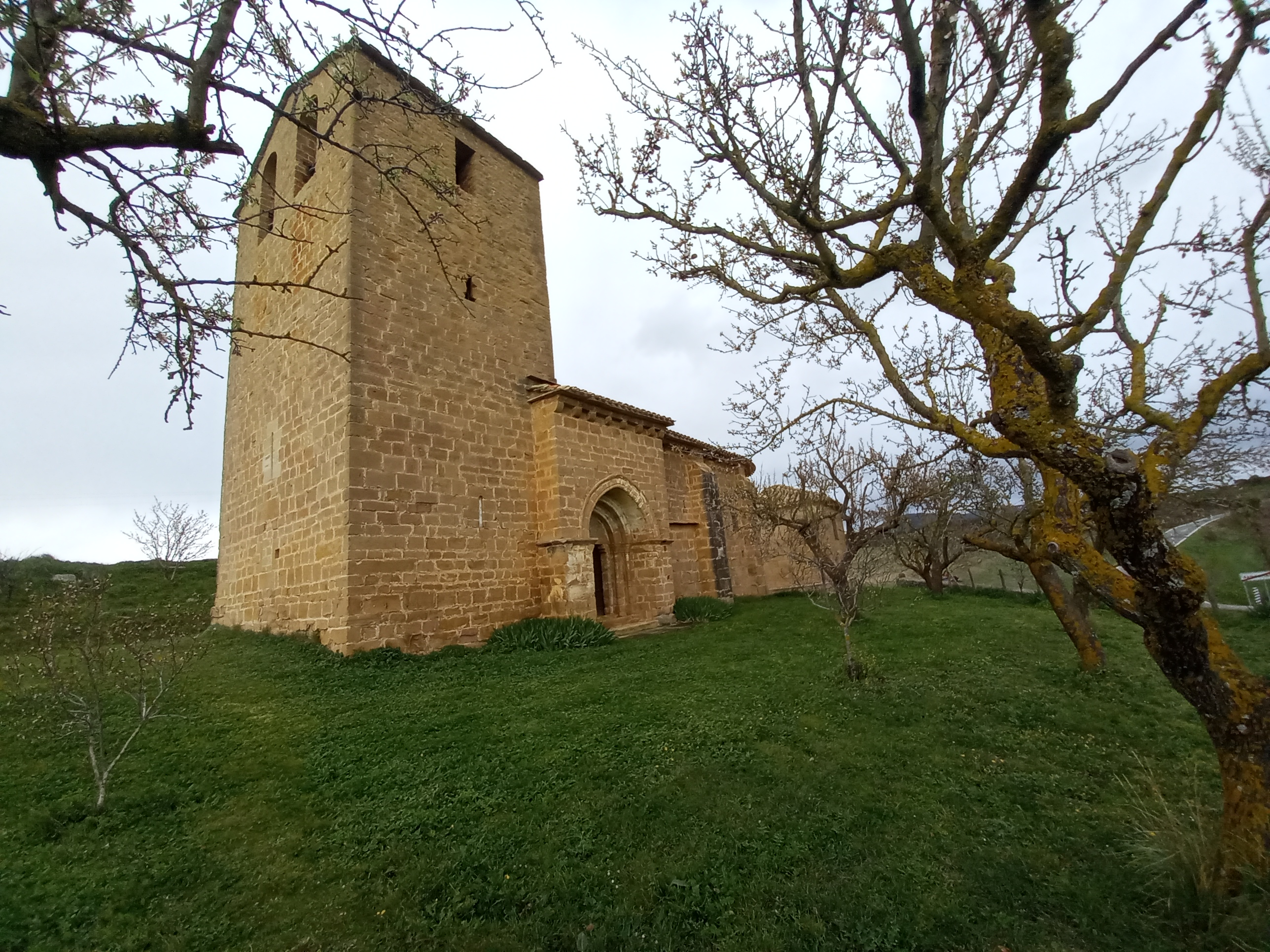
Vista de la iglesia desde suroeste
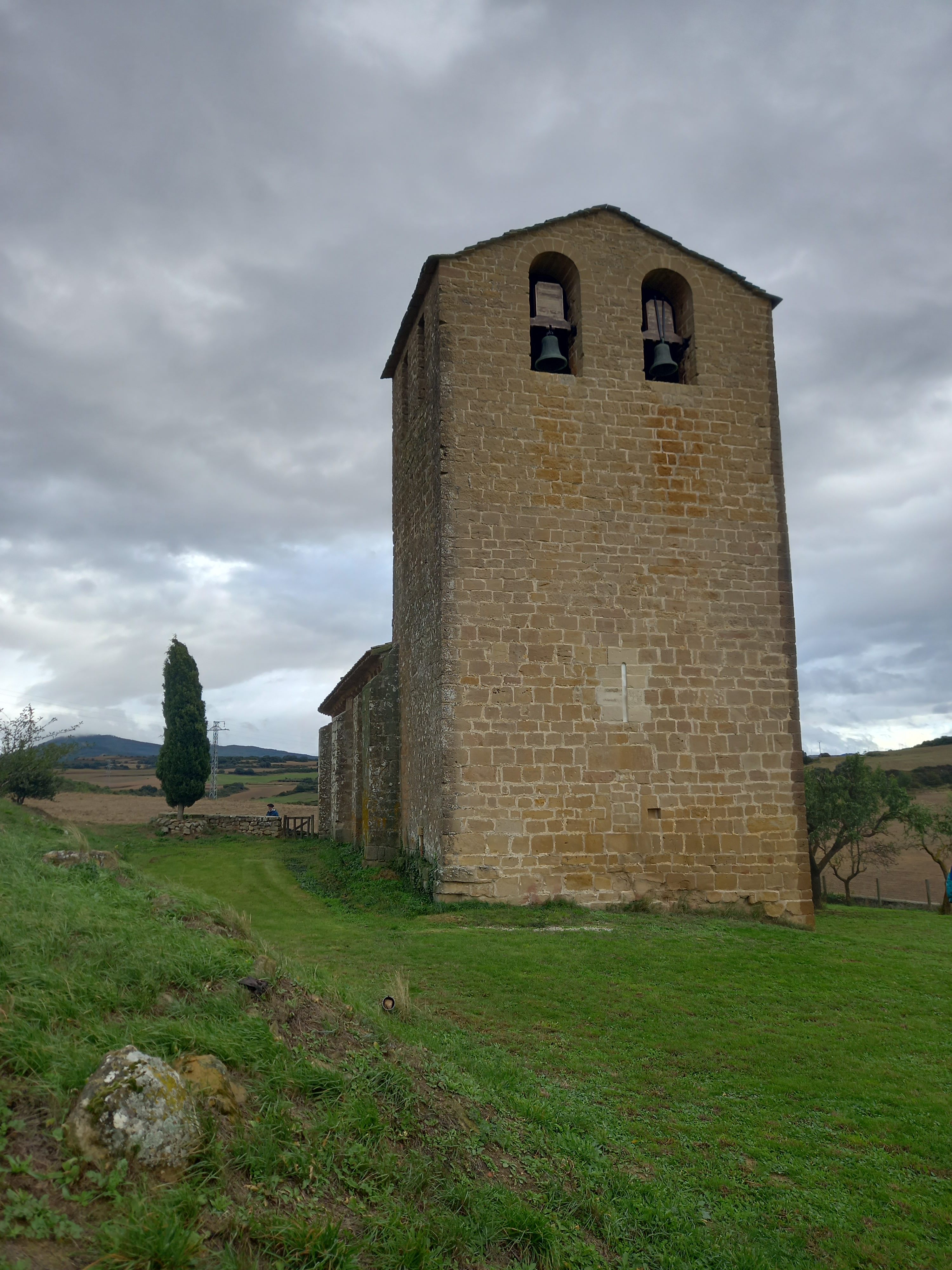
Torre en los pies del templo
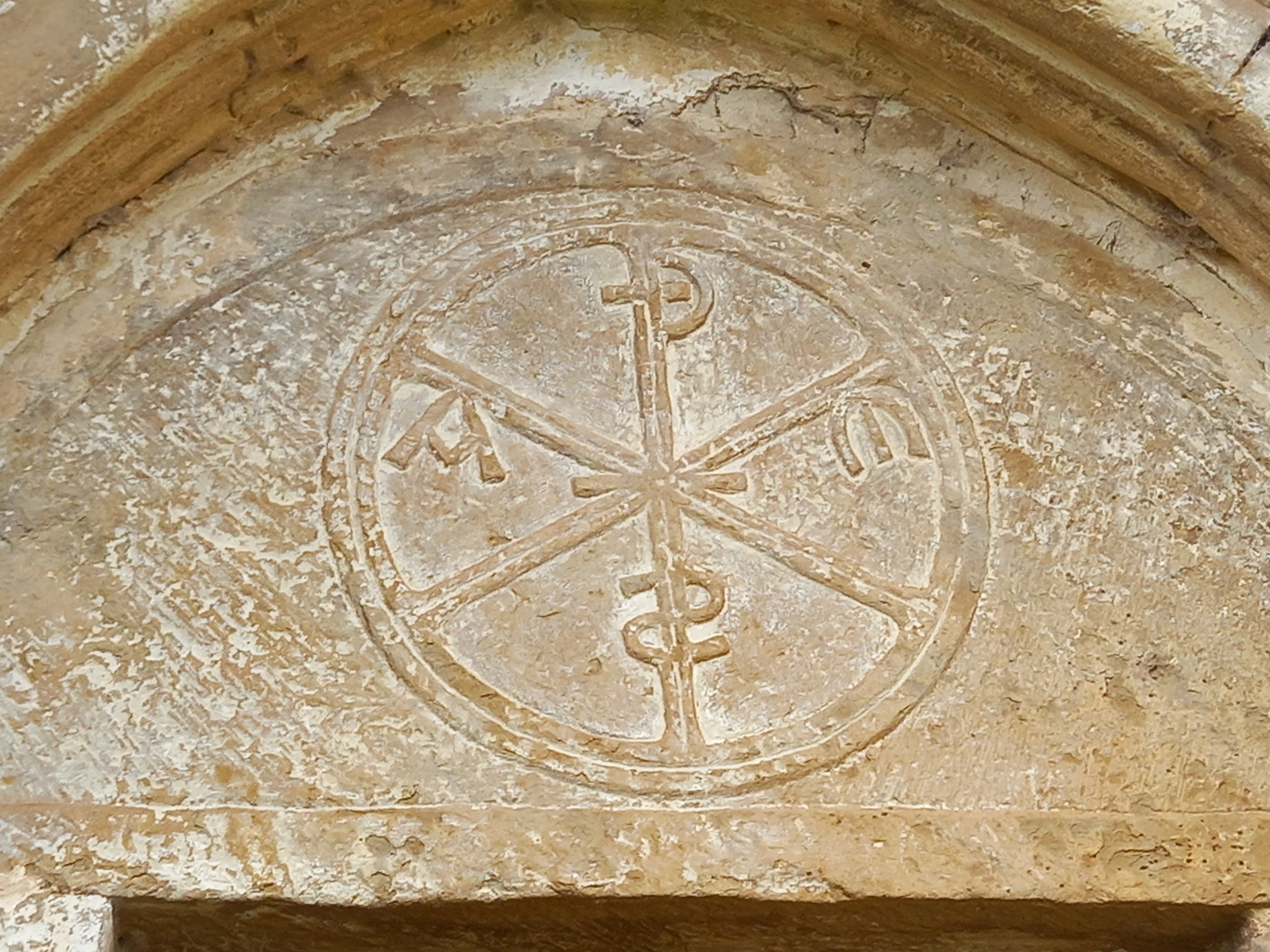
Crismón trinitario en el témpano de la portada
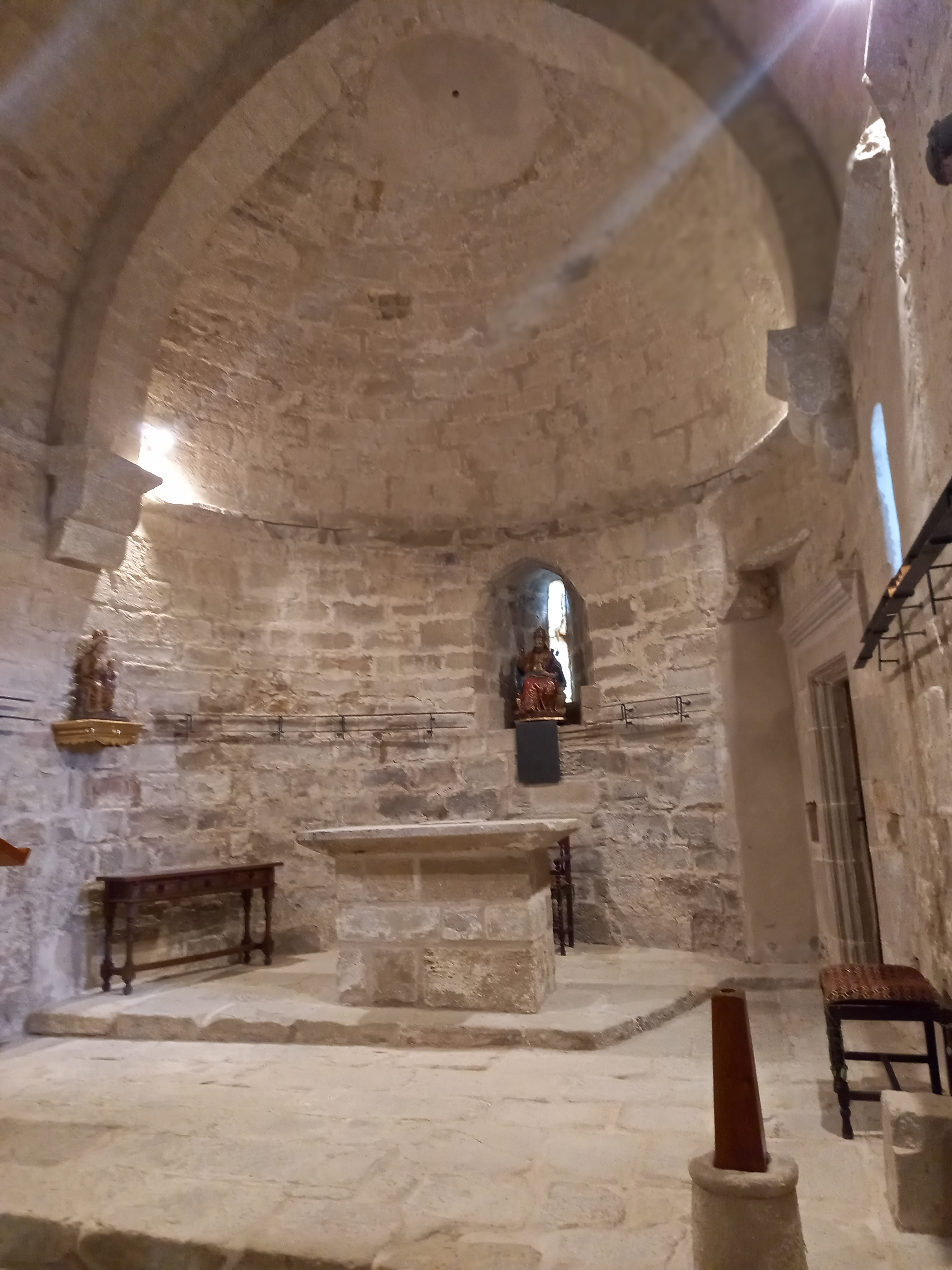
Presbiterio del templo
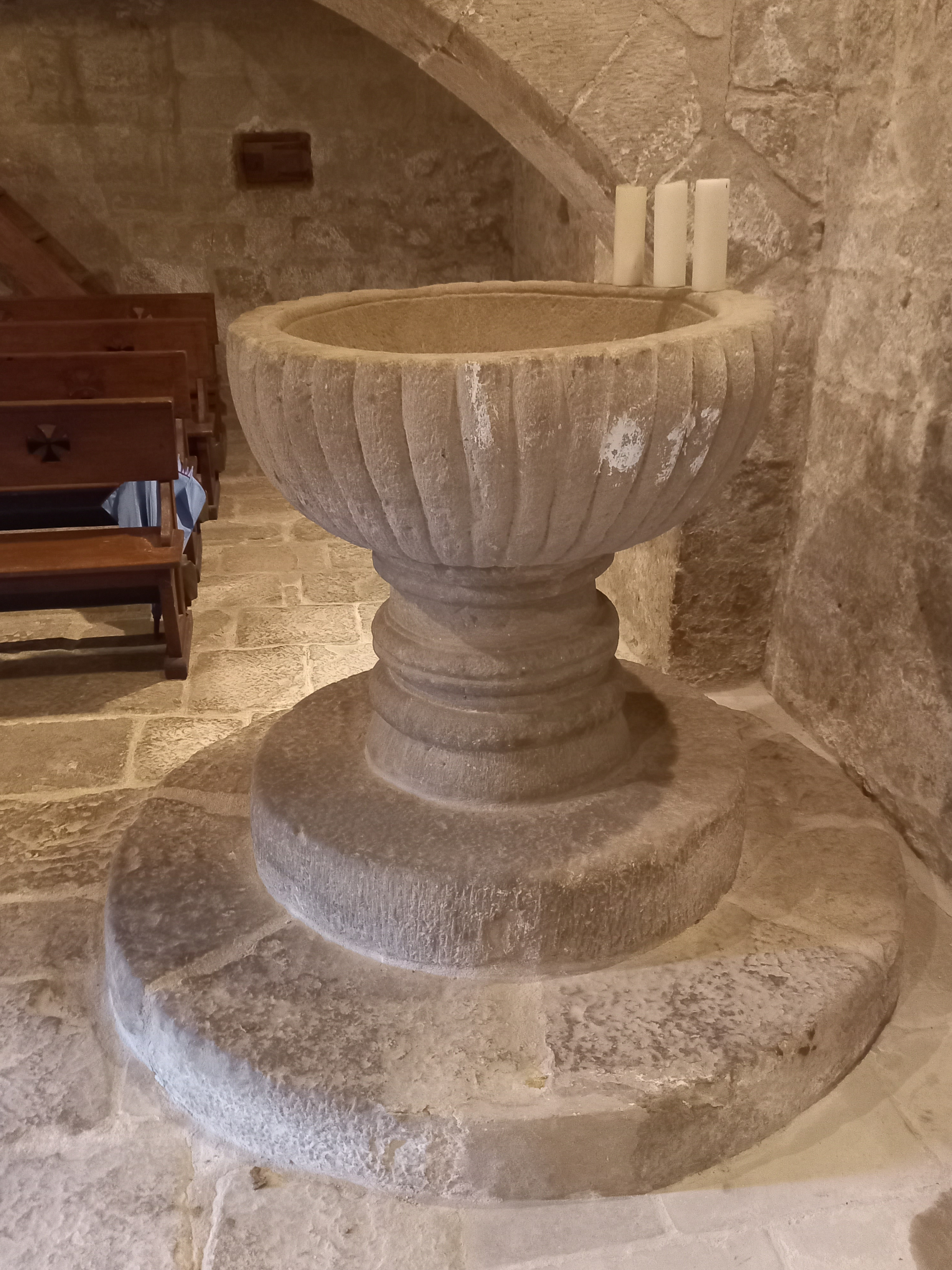
Pila bautismal